# ナトリウムビス(トリメチルシリル)アミド
ナトリウムビス(トリメチルシリル)アミド (sodium bis(trimethylsilyl)amide)は、化学式 ((CH3)3Si)2NNa の有機化合物。ヘキサメチルジシラザンナトリウム、ナトリウムヘキサメチルジシラジド(sodium hexamethyldisilazide、NaHMDS)とも呼ばれる。強力な塩基性を有し、脱プロトン化反応や塩基触媒として用いられる。NaHMDSの有利な点は、固体として入手でき、脂溶性のトリメチルシリル基によって広範囲の非極性溶媒に溶解するという点である。
NaHMDSは、水によって即座に分解し、水酸化ナトリウムとビス(トリメチルシリル)アミンを形成する。

## 構造
極性有機金属反応剤であるNaHMDSはイオン性化合物として表現されるのが一般的だが、このような化学種はほとんどイオンとして振る舞わない。実際の構造は図のようになっており、ナトリウム原子と窒素原子は極性共有結合を介して結合している。

## 利用と合成法
NaHMDSは活性メチレン化合物等のC-H酸に対する塩基として広く使われる。主な反応として、以下のものがある。
- ケトンやエステルのα位を脱プロトン化し、エノラートを与える。
- CH2X2 (X = Br, I)の脱ハロゲン化水素反応によって、CHBrやCHIのようなハロカルベンを与える。これらのカルベン試薬はアルケンに付加してシクロプロパン誘導体を与える。
- ホスホニウム塩の脱プロトン化によってウィッティヒ試薬を与える。
- シアノヒドリンの脱プロトン化。

また、NaHMDSはアミン等のN-H酸に対する塩基としても用いられる。
NaHMDSはハロゲン化アルキルと反応してアミン誘導体を与える。
{\displaystyle {\ce {{((CH3)3Si)2NNa}+ RBr -> {((CH3)3Si)2NR}+ NaBr}}}
{\displaystyle {\ce {{((CH3)3Si)2NR}+ H2O -> {((CH3)3Si)2O}+ RNH 2}}}